# Верхнеерусланское муниципальное образование
Верхнеерусланское муниципальное образование — упразднённое в 2013 году муниципальное образование в составе Краснокутского района Саратовской области. Административный центр — село Верхний Еруслан. На территории поселения находилось 4 населённых пункта — 2 села, 1 посёлок и 1 железнодорожный разъезд.
Законом Саратовской области от 16 мая 2013 года № 85−ЗСО муниципальное образование город Красный Кут и Верхнеерусланское муниципальное образование преобразованы путём их объединения во вновь образованное муниципальное образование «Муниципальное образование город Красный Кут Краснокутского муниципального района Саратовской области» наделённое статусом городского поселения.

## Населённые пункты
- село Верхний Еруслан — административный центр;
- село Норки;
- посёлок Семенной;
- железнодорожный разъезд Хлебный;